# ميشيل بيرنستاين
ميشيل بيرنستاين (بالفرنسية: Michel Bernstein)‏ هو ملحن ومنتج أسطوانات فرنسي، ولد في 1 أبريل 1931 في باريس في فرنسا، وتوفي بنفس المكان في 31 أكتوبر 2006.

## وصلات خارجية
- ميشيل بيرنستاين على موقع ميوزك برينز (الإنجليزية)
- ميشيل بيرنستاين على موقع ديسكوغز (الإنجليزية)